# Kaposszerdahely
Kaposszerdahely là một thị trấn thuộc hạt Somogy, Hungary. Thị trấn này có diện tích 8,85 km², dân số năm 2010 là 984 người, mật độ 111 người/km².